# Miladin Šobić
Miladin Šobić (Nikšić, Crna Gora, 7. siječnja 1956.), crnogorski je kantautor i jedan od najvećih kantautora na prostorima bivše Jugoslavije.

## Životopis
Miladin Šobić je rođen 7. siječnja 1956. godine u Nikšiću. U rodnome gradu je odrastao i završio srednju školu. U danima srednje škole Šobić je prvi put počeo komponirati i pisati. Nakon srednje škole, Šobić upisuje turizam u Dubrovniku. To razdoblje se smatra ključnim za njegovo stvaralaštvo. Pod dojmom studentskog života i velikih prijateljstava, on stvara svoje najveće pjesme. Preselio se u Sarajevo gdje je doživio vrhunac karijere. U vrijeme najvećeg uspjeha doživio je obiteljsku tragediju. Njegova je sestra umrla nakon teške bolesti. Nakon svega Šobić se povukao.

## Glazbena ostvarenja
Pod dojmom studentskog života stvara svoje najveće pjesme. 1975. godine objavljuje prvu pjesmu "To sam ja", koja u to vrijeme u privatnim studentskim dubrovačkim krugovima dobiva status studentske himne. Godinu dana kasnije na glazbenom festivalu Omladina 76 u Subotici osvaja drugo mjesto s pjesmom "Daj nam neba". U suradnji s klavijaturistom Gaborom Lenđelom i studijskim glazbenicima snimio je albume Ožiljak (Diskoton, 1981.) i Umjesto gluposti (Diskoton, 1982.). S albuma Ožiljak se izdvajaju legendarna studentsko-socijalna tema "Džemper za vinograd" i najpoznatija "Kad bi došla Marija". Na tom LP-ju su se našle i "Ne pokušavaj mijenjat' me", "A vrijeme ide dalje". Album Umjesto gluposti se počinje raditi u Studiju muzičkog ateljea u Subotici, u noći 21. veljače 1982., a završava se 8. ožujka iste godine. Pokraj naslovne pjesme tu su: "Đon", "Od druga do druga", "Opet krivi tip", "Svetozara Markovića 39" i ine. Snimio je i treći album pod nazivom Barutana ljubavi, ali zbog obiteljske tragedije ostavlja glazbu i album nikada nije izdan. Održao je niz koncerata na kojima je okupio veliki broj ljudi. Uvijek se odazivao i na pozive studenata i ljudi iz manjih gradova. 
2002. godine Ibrica Jusić, njegov prijatelj, najavio je njegov povratak, no to se nije dogodilo.

## Diskografija

### Singlovi
- To sam ja/Zazvoni zvono, (1975.)

### Albumi
- Ožiljak, (1981.)
- Umjesto gluposti, (1982.)
- Barutana ljubavi, (1983.) - album nije izdan

## Nagrade i priznanja
- 2016.: Trinaestojulska nagrada.[1]